# Amorphochelus griseolus
Amorphochelus griseolus är en skalbaggsart som beskrevs av Marc Lacroix 1997. Amorphochelus griseolus ingår i släktet Amorphochelus och familjen Melolonthidae. Inga underarter finns listade i Catalogue of Life.